# Vem Dançar Kuduro
"Vem Dançar Kuduro" é uma canção bilíngue em inglês-português que se tornou um hit conhecido principalmente na Europa Ocidental. Interpretada por Lucenzo, cantor português de origem francesa e Big Ali, um rapper do Queens, Nova York. Lucenzo canta em português e Big Ali em inglês. Foi um enorme sucesso na França.
A canção foi ofuscada no ano seguinte pelo sucesso do remix de Don Omar e Lucenzo, "Danza Kuduro", baseado na mesma canção, mas cantado em espanhol e português.

## Versão de Daddy Kall e Latino
A versão gravada pelos cantores brasileiros Daddy Kall e Latino, intitulada "Dança Kuduro", foi lançada em 20 de outubro de 2011 pela Universal Music. A canção teve uma grande performance nas tabelas musicais em 2012 onde chegou ao top da Brasil Hot 100 Airplay da Billboard Brasil. Tendo como sonoridade principal o kuduro, a canção foi produzida por Paulinho Bessa.

### Divulgação
Antes mesmo da faixa ser lançada, foi desenvolvido um quadro especial no programa Domingo Legal do SBT, cujos participantes que tiverem a melhor performance dançando a faia ganhavam um prêmio que era um valor simbólico em dinheiro e uma viagem para a cidade Miami, Flórida nos Estados Unidos. A promoção terminou em 16 de outubro de 2011 dando vitória à dançarina Jéssica.
Em 10 de dezembro, Daddy Kall e Latino interpretou a faixa no programa da Rede Record Legendários, onde os mesmos falaram sobre o vídeo musical, processo de composição e o progresso da faixa no país. Em 31 de dezembro de 2011, o apresentador Rodrigo Faro fez uma homenagem a Latino no quadro "Dança Gatinho, Dança!" no programa O Melhor do Brasil, em que Rodrigo Faro se fantasiou de Latino, e o mesmo também apareceu no programa.
Em 21 de janeiro de 2012, Daddy Kall e Latino performaram a canção no programa Caldeirão do Huck da Rede Globo.

### Lista de faixas
| Download digital |                               |                                           |         |  |
| N.º              | Título                        | Compositor(es)                            | Duração |  |
| 1.               | "Dança Kuduro" (feat. Latino) | Carlos Crescêncio, Roberto de Souza Rocha | 3:20    |  |

### Desempenho nas tabelas
| Paradas (2011/12)                                     | Melhor posição |
| ----------------------------------------------------- | -------------- |
| Brasil (Billboard Brasil Hot 100 Airplay)             | 1              |
| Brasil (Billboard Brasil Regional Recife Hot Songs)   | 17             |
| Brasil (Billboard Brasil Regional Salvador Hot Songs) | 23             |
| Portugal (Associação Fonográfica Portuguesa)          | 27             |

### Histórico de lançamento
| País   | Data                  | Formato                            |
| ------ | --------------------- | ---------------------------------- |
| Brasil | 20 de outubro de 2011 | Airplay download digital streaming |

## Outras versões
A versão brasileira da música, "Vem Dançar com Tudo" (de Robson Moura e Lino Krizz) foi amplamente divulgada em 2012, após ter sido escolhida como tema da telenovela Avenida Brasil. Seu refrão, Oi-Oi-Oi, tornou-se um meme de enorme sucesso na internet.